# لشچنه (استان پودلاسکی)
لشچنه (به لاتین: Leszczyny) یک روستا در لهستان است که در گمینا چژه واقع شده‌است.